# I'll Be Your Baby Tonight
I'll Be Your Baby Tonight è un brano musicale del 1967 scritto da Bob Dylan e inciso per la prima volta da Dylan nell'album John Wesley Harding.
La canzone è stata interpretata da diversi artisti come cover. 

## Versione di Robert Palmer e UB40
Nel 1990 Robert Palmer e UB40 hanno pubblicato la cover come singolo estratto dall'album Don't Explain di Palmer.

### Tracce
- 7"

1. I'll Be Your Baby Tonight — 3:26
2. Deep End — 4:33

- CD

1. I'll Be Your Baby Tonight — 3:26
2. Deep End — 4:33

## Altre cover
Hanno inciso il brano come cover, tra gli altri:
- Burl Ives nel 1968, per l'album The Times They Are A-Changin'
- Emmylou Harris nel 1969 per il suo album Gliding Bird
- The Hollies per il loro album tributo Hollies Sing Dylan del 1969
- Anne Murray per il suo album This Way Is My Way del 1969
- Linda Ronstadt per il suo primo album da solista Hand Sown ... Home Grown (1969)
- George Baker Selection nel 1970 per l'album Little Green Bag
- Rita Coolidge nel 1972 per l'album The Lady's Not for Sale
- Maureen Tucker per il suo disco da solista del 1982 Playin' Possum
- Judy Rodman nel 1987 per l'album A Place Called Love
- Ian Gillan per il suo disco del 2006 Gillan's Inn